# Terremoto di Northridge del 1994
Il terremoto di Northridge è stato un evento sismico verificatosi alle 4:31 ora locale (Pacific Standard Time) del 17 gennaio 1994, con epicentro nei pressi di Northridge, cittadina della periferia nordovest di Los Angeles, California.

## Storia
Sebbene il sisma abbia avuto una magnitudo di 6,7 Richter, in tale evento si registrò un valore della massima accelerazione del terreno (Peak Ground Acceleration) molto elevato, mai registrato prima nelle zone abitate dell'America Settentrionale. Il terremoto fece registrare 57 vittime e oltre 10 000 feriti, con ingenti danni alle infrastrutture e alle abitazioni civili in tutta la contea di Los Angeles e nelle valli circostanti.